# خولیان گایاره
سباستیان خولیان گایاره گارخون (اسپانیایی: Sebastián Julián Gayarre Garjón‎؛ ۱۵ آوریل ۱۹۲۱ – ۲۰۰۹) با نام هنری خولیان گایاره خواننده تنور مشهور اپرا اهل اسپانیا بود.
او بود که نقش‌های «مارچلو» در اپرای «دوکِ آلبا» (گائتانو دونیزتی) و «جوکوندا» در اپرایِ «لا جوکوندا» (آمیلکاره پونکیلی) را ابداع کرد.

## زندگی‌نامه
او در یک خانوادهٔ باسک، در شهری کوچک به نام «رونکال» بر دامنهٔ رشته کوه‌های پیرنه تربیت یافت و فرزند سوم خانواده بود. خولیان به دلیل عدم تمکنِ مالیِ خانواده، مجبور شد در سن ۱۳ سالگی، مدرسه را ترک کرده و به چوپانی بپردازد. در سن ۱۵ سالگی، پدرش او را به شهر «پامپلونا» فرستاد تا در یک مغازه، مشغول به کار شود. در همان هنگام، با شنیدن صدای موسیقی یک گروه دوره‌گرد محلی، مغازه را ترک کرد و صاحب مغازه، او را اخراج کرد. چندی بعد، به عنوان «نعل‌بند» مشغول به کار شد و یکی از همکارانش با شنیدن صدای او حینِ آواز، به او پیشنهاد داد تا به گروه کر محلیِ «اورفئون» به رهبری «خواکین مایا» بپیوندد. خواکین مایا او را تنور اولِ گروه کُرش کرد و سپس به آهنگساز و مربی برجستهٔ آواز «هیلاریون اِسلابا» معرفی نمود. اِسلابا نیز با دیدن استعداد ذاتی خولیان، ترتیبی داد تا او بورسیهٔ «هنرستان سلطنتی موسیقی مادرید» شود و سرانجام، خولیان نخستین بار در شهر «تطیله»، با نام هنریِ «ساندوبال» به رویِ صحنه رفت.
با وجودِ خوانندگان برجسته و رقیبانی همچون «آمیلکاره پونکیه‌لی»، «روبرتو استانیو»، «ایتالو کامپانینی» و «فرانچسکو تامانیو»؛ بسیاری از مُفسرانِ موسیقی در قرن ۱۹ میلادی، وی را برترین خواننده تنورِ نسل خود می‌دانستند. هیچ اثر ضبط‌شده‌ای از او باقی نمانده است، چرا که در زمان مرگ او، تکنولوژی ضبط و نشر آواها در دوران طفولیت خود به سر می‌برد.